# Fridericia
Fridericia (лат., возможное русское название: фридериции) — род малощетинковых червей из семейства энхитреид (Enchytraeidae).

## Описание
Все фридериции — почвенные животные, предпочитающие влажные, богатые гумусом почвы со слабощелочными или щелочными значениями pH. Встречаются на всех континентах, кроме Антарктиды, предпочитают умеренные широты. В некоторые части ареала, скорее всего, завезены из Европы.
От других представителей семейства фридериции отличаются наличием мелких безъядерных клеток, взвешенных в целомической жидкости — лентицитов, а также особым строением переднего участка кишечника. Достигают длины от 5 до 30 мм (редко больше) и ширины от 0,2 до 1,5 мм.

## Классификация
Род включает более ста видов. Неполный список видов:
- Fridericia bisetosa
- Fridericia bulboides
- Fridericia christeri
- Fridericia connata
- Fridericia galba
- Fridericia heliota
- Fridericia magna
- Fridericia nemoralis
- Fridericia paroniana
- Fridericia perrieri
- Fridericia ratzeli